# Khu dự trữ sinh quyển miền tây Nghệ An

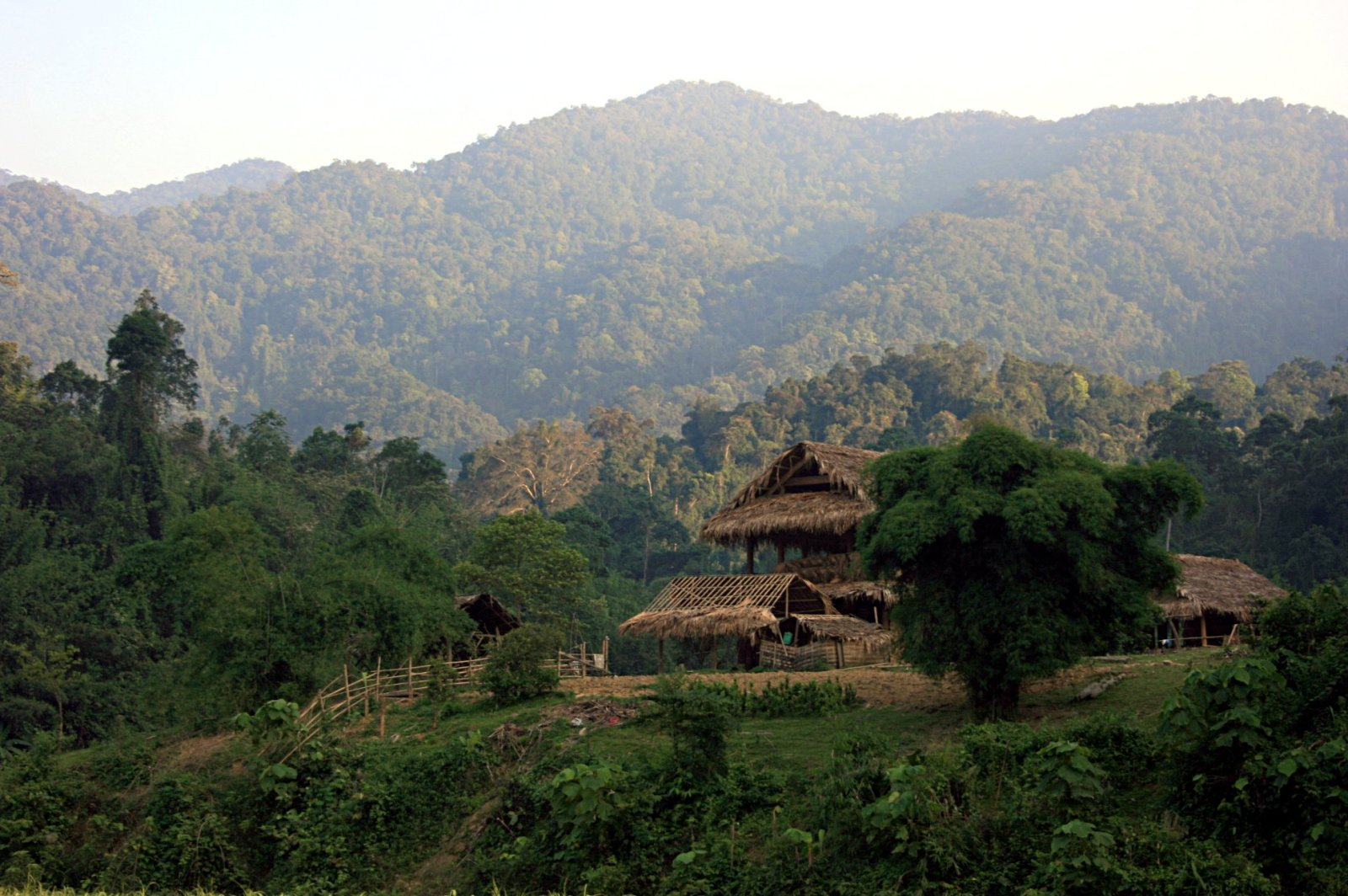
Một cảnh vườn quốc gia Pù Mát.

Khu dự trữ sinh quyển miền Tây Nghệ An được chính thức công nhận là khu dự trữ sinh quyển thế giới vào tháng 9/2007 với trung tâm là Vườn quốc gia Pù Mát. Đây là Khu dự trữ sinh quyển thứ sáu của Việt Nam được UNESCO công nhận.

## Tổng quan
Khu dự trữ sinh quyển miền Tây Nghệ An là khu dự trữ sinh quyển có diện tích lớn nhất khu vực Đông Nam Á với tổng diện tích 1.303.285ha; là hành lang xanh nối kết 3 vùng lõi gồm: Vườn quốc gia Pù Mát, Khu bảo tồn thiên nhiên Pù Huống và Khu bảo tồn thiên nhiên Pù Hoạt tạo nên sự liên tục về môi trường sống và các sinh cảnh duy trì hiệu quả bảo tồn đa dạng sinh học thông qua việc giảm bớt khó khăn về chia cắt nơi sống do các hoạt động kinh tế của con người tạo ra.
Khu dự trữ sinh quyển miền tây Nghệ An có diện tích 1.303.285ha, thuộc địa bàn 9 huyện: Kỳ Sơn, Tương Dương, Con Cuông, Thanh Chương, Quỳ Hợp, Quỳ Châu, Quế Phong, Tân Kỳ, Anh Sơn; trong đó Vườn quốc gia Pù Mát làm trung tâm đang lưu giữ nhiều nguồn gen quý về động, thực vật với đầy đủ đại diện của 4/5 lớp quần hệ (rừng thưa, rừng kín, cây bụi và cây thảo). 

## Đa dạng sinh học
Trong số gần 2.500 loài thực vật bậc cao có mặt tại khu vực này, thì có gần 2.000 loài thuộc nhóm chồi trên mặt đất chiếm tỷ lệ 74%, là yếu tố chủ đạo cấu thành nên hệ sinh thái rừng nhiệt đới và nhiệt đới gió mùa ở Việt Nam. Khu hệ động vật hiện có 130 loài thú lớn, nhỏ, 295 loài chim, 54 loài lưỡng cư và bò sát, 84 loài cá, 39 loài dơi, 305 loài bướm ngày, 14 loài rùa, hàng ngàn loài côn trùng khác.
Đặc biệt, khu DTSQ có đặc trưng văn hóa-nhân văn nổi bật của cộng đồng người Thái, với những giá trị bản địa sâu sắc và không thể bỏ qua giá trị cội nguồn của tộc người Ơ Đu có dân số ít nhất trong cộng đồng dân cư Việt Nam.
Khu dự trữ sinh quyển Tây Nghệ An có tính đa dạng sinh học rất cao đại diện cho hầu hết các kiểu rừng của rừng mưa nhiệt đới, các sinh cảnh sống rất đa dạng bao gồm: núi, đất ngập nước, suối và sinh cảnh khác. Đây là khu vực duy nhất của miền Bắc còn lại một diện tích lớn rừng nguyên sinh đang được bảo vệ tốt, đặc biệt là khu vực dọc biên giới Việt Lào. Trong khu vực có 1.297 loài thực vật đã được điều tra và ghi nhận. Một báo cáo gần đầy nhất thì khu vực này có khoảng 2.500 loài, trong đó có khoảng 2.000 loài thực vật bậc cao (74%); có 130 loài động vật lớn nhỏ đã được ghi nhận, trong đó có một số loài đặc biệt quý hiếm như: sao la, hổ, thỏ vằn trường sơn...; 295 loài chim; 54 loài lưỡng cư và bò sát; 83 loài cá và 39 loài dơi. Đây cũng là nơi có tính đa dạng về văn hóa dân tộc lớn nhất trong số các khu dự trữ sinh quyển Việt Nam với 9 dân tộc. Đặc biệt có 2 dân tộc chỉ có duy nhất ở Nghệ An và đang trong tình trạng bị suy thoái, mai một nghiêm trọng về bản sắc văn hóa đó là dân tộc Đan Lai (còn khoảng 3.000 nhân khẩu ở huyện Con Cuông) và dân tộc Ơ Đu (còn khoảng 570 nhân khẩu ở huyện Tương Dương). Đây là khu vực nghiên cứu lý tưởng về sự biến đổi khí hậu toàn cầu và tác động của con người với các đỉnh núi cao như Pù Xai Lai Leng, Pù Đen Đin Pù Mát....